# 雷瑟耶戈雷區

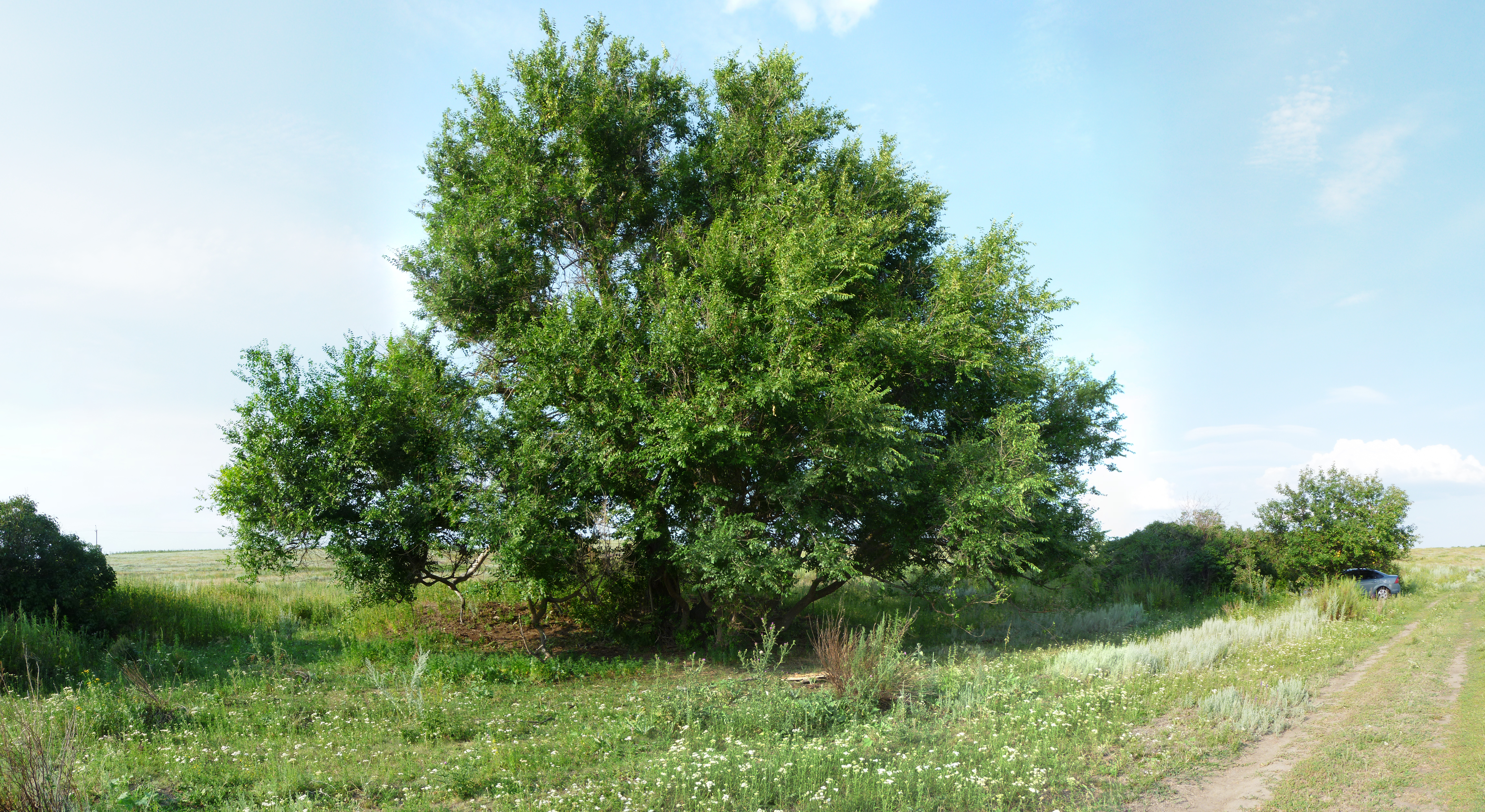

51°31′45″N 44°48′20″E / 51.52917°N 44.80556°E
雷瑟耶戈雷區（俄语：Лысогорский район），是俄羅斯的一個區，位於該國西南部，由薩拉托夫州負責管轄，面積2,300平方公里，2010年人口19,948，人口密度每平方公里8.67人。